# Departamento Catán Lil
Das Departamento Catán Lil liegt im Zentrum der Provinz Neuquén im Süden Argentiniens und ist eine von 16 Verwaltungseinheiten der Provinz. 
Es grenzt im Norden an die Departamentos Picunches und Zapala, im Osten an das Departamento Picún Leufú, im Süden an das Departamento Collón Curá und im Westen an die Departamentos Huiliches und Aluminé. 
Die Hauptstadt des Departamento Catán Lil ist Las Coloradas.

## Bevölkerung

### Übersicht
Das Ergebnis der Volkszählung 2022 ist noch nicht bekannt. Bei der Volkszählung 2010 war das Geschlechterverhältnis mit 1.170 männlichen und 985 weiblichen Einwohnern unausgeglichen mit einem deutlichen Männerüberhang.
Nach Altersgruppen verteilte sich die Einwohnerschaft auf 595 (27,6 %) Personen im Alter von 0 bis 14 Jahren, 1.363 (63,2 %) Personen im Alter von 15 bis 64 Jahren und 197 (9,1 %) Personen von 65 Jahren und mehr.

### Bevölkerungsentwicklung
Das Gebiet ist sehr dünn besiedelt. Die Bevölkerungszahl wechselt zwischen Wachstumsphasen und Bevölkerungsschwund. Die Schätzungen des INDEC gehen von einer Bevölkerungszahl von 2.927 Einwohnern per 1. Juli 2022 aus.
| Jahr | 1947  | 1960  | 1970  | 1980  | 1991  | 2001  | 2010  | 2022    |
| Einwohner                                                                                                | 2.908 | 2.206 | 2.211 | 1.970 | 2.408 | 2.469 | 2.155 | k. Ang. |
| Bevölkerungsentwicklung des Departements seit 1947; Quelle: Ergebnisse der Volkszählungen in Argentinien |       |       |       |       |       |       |       |         |

## Städte und Gemeinden
Das Departamento Catán Lil besteht aus der Gemeinde dritter Kategorie Las Coloradas, der Comisión de Fomento Pilo Lil und den Kleinsiedlungen (parajes) Chacayco Sur, Ojo de Agua, Las Cortaderas, Fortín 1º de Mayo, El Marucho, Picún Leufú und Catán Lil.